# Alpagut, Dodurga
Alpagut là một thị trấn thuộc huyện Dodurga, tỉnh Çorum, Thổ Nhĩ Kỳ. Dân số thời điểm năm 2010 là 785 người.